# Saison 1 de RIS police scientifique
Chronologie
Saison 2 
Cet article présente le guide des épisodes de la première saison de la série télévisée française RIS police scientifique, lesquels ont tous été tournés en 2005.

## Distribution

### Acteurs principaux
- Jean-Pierre Michaël : Marc Venturi
- Pierre-Loup Rajot : Hugo Challonges
- Aurélie Bargème : Nathalie Giesbert
- Stéphane Metzger : Malik Berkaoui
- Barbara Cabrita : Julie Labro
- Coraly Zahonero : Dr Alessandra Joffrin
- Laurent Olmedo : Capitaine Pierre Morand
- Claudia Tagbo : Lieutenant Martine Forest

### Acteurs secondaires
- Lizzie Brocheré : Cécile Challonges

## Épisodes

### Épisode 1:Une vie brisée
- Titre original : Une vie Brisée
- Numéros : 1 (1-01)
- Scénariste(s) : Stéphane Kaminka
- Réalisateur(s) : Laurence Katrian
- Diffusion(s) : 
  -  France : 12 janvier 2006 sur TF1
- Audience(s) : 10,5 millions (première diffusion, France)
- Invité(es) :
- Laurent Olmedo (Capitaine Pierre Morand)
- Claudia Tagbo (Lieutenant Martine Forest)
- Lizzie Brocheré (Cécile Challonges)
- Bernard Lanneau (Divisionnaire Berry)
- Arthur Dupont (Yannick Castro)
- Thierry Rode (Bertrand Wolf)
- Pierre Semmler (Thierry Castro)
- Katia Caballero (Nadine Castro)
- Antonio Cauchois (Maître Brens)
- Fabien Lucciarini (Arnaud Legendre)
- Gabrielle Bonacini (Médecin)
- Aurélie Valat (Laborantine)

- Résumé : L'équipe scientifique du RIS (Recherches et Investigations Scientifiques) se retrouve confrontée à trois affaires : un homme retrouvé mort noyé dans sa piscine, une jeune femme prisonnière d'un incendie dans un bar, et enfin un homme poseur de bombes dans une église. En parallèle, une nouvelle recrue fait son entrée au sein du laboratoire.
- Commentaires :

### Épisode 2:Père en détresse
- Titre original : Père en détresse
- Numéros : 2 (1-02)
- Scénariste(s) : Yann Le Nivet
- Réalisateur(s) : Laurence Katrian
- Diffusion(s) : 
  -  France : 12 janvier 2006 sur TF1
- Audience(s) : 9,3 millions (première diffusion, France)
- Invité(es) :
- Laurent Olmedo (Capitaine Pierre Morand)
- Claudia Tagbo (Lieutenant Martine Forest)
- Lizzie Brocheré (Cécile Challonges)
- Bernard Lanneau (Divisionnaire Berry)
- Jean-Pierre Malignon (Bernard Martinez)
- Charlotte Rebillat (Caroline)
- Benoît Guillon (Rémi Fabron)
- Nathalie Grandhomme (Valérie Duquesne)
- Perkins Lyautay (Manuel Frémont)
- Sébastien Fouassier (Garçon vélo)
- Pénélope Montazel (Cécile 13 ans)
- Chirstophe Guichet (Chirurgien)
- Résumé : L'équipe du RIS enquêtent sur le poseur de bombes de l'église, mais aussi sur un enfant renversé par un motard qui va rester handicapé ainsi que sur la mort par balle d'un médecin de pénitencier. Les investigations demeurent complexes...
- Commentaires :

### Épisode 3:Un nid de vipères
- Titre original : Un nid de vipères
- Numéros : 3 (1-03)
- Scénariste(s) : Yves Ramonet
- Réalisateur(s) :  Laurence Katrian
- Diffusion(s) : 
  -  France : 19 janvier 2006 sur TF1
- Audience(s) : 9,96 millions (première diffusion, France)
- Invité(es) :
- Résumé : Le poseur de bombes des épisodes précédents épie Venturi tout en préparant une nouvelle. De son côté, l'équipe du RIS enquêtent sur un accrochage qui a fini en fusillade, blessant gravement Morand.

### Épisode 4:Beauté fragile
- Titre original : Beauté fragile
- Numéros : 4 (1-04)
- Scénariste(s) : Stéphane Kaminka, Chloé Marçais
- Réalisateur(s) :  Laurence Katrian
- Diffusion(s) : 
  -  France : 19 janvier 2006 sur TF1
- Audience(s) :  (première diffusion, France)

- Invité(es) :
- Laurent Olmedo (Capitaine Pierre Morand)
- Coraly Zahonero (Dr Alessandra Joffrin)
- Claudia Tagbo (Lieutenant Martine Forest)
- Lizzie Brocheré (Cécile Challonges)
- Bernard Lanneau (Divisionnaire Berry)
- Marc Rioufol (Jean-Pierre Berthelot)
- Stéphanie Lanier (Françoise Berthelot)
- Nicolas Grandhomme (Jeune voisin)
- Violette Palcossian (Sylvie Vallet)
- François Comar (Richard Nérot)
- Anne Loiret (Directrice Beaux-Arts)
- Alexandre Murard (Thierry)
- Nicolas Larzul (Michel)
- Nathalie Bleynie (Mère Sylvie)
- Luc Gentil (Père Sylvie)
- Renaud Barse (OPJ)
- Julien Vérité (Nicolas Bouvet)

- Résumé : Tandis que Marc et Nathalie enquêtent sur un homme retrouvé mort dans sa voiture et Julie, Morand et Hugo sur la disparition de Sylvie, une jeune étudiante, ils se rendent compte que leurs deux affaires sont liées. Leurs investigations les mènent jusqu'aux catacombes... Pendant ce temps, Malik et Martine cherchent à élucider la mort suspecte d'un cambrioleur de 20 ans, tombé par la fenêtre de l'appartement qu'il venait de cambrioler.

- Commentaires : Julie semble particulièrement touchée par son affaire. Elle aide Morand à finir son dossier à propos de la mort de son père.

### Épisode 5:Un homme à la dérive,1repartie
- Titre original : Un homme à la dérive, 1re partie
- Numéros : 5 (1-05)
- Scénariste(s) : Fabienne Facco, Armelle Robert
- Réalisateur(s) :  Laurence Katrian
- Diffusion(s) : 
  -  France : 26 janvier 2006 sur TF1
- Audience(s) : 11,2 millions (première diffusion, France)
- Invité(es) :
- Résumé :
- Commentaires :

### Épisode 6:Un homme à la dérive,2epartie
- Titre original : Un homme à la dérive, 2e partie
- Numéros : 6 (1-06)
- Scénariste(s) : Olivier Marvaud
- Réalisateur(s) :  Laurence Katrian
- Diffusion(s) : 
  -  France : 26 janvier 2006 sur TF1
- Audience(s) : 11,1 millions (première diffusion, France)
- Invité(es) :
- Résumé :
- Commentaires :

### Épisode 7:Belle de nuit
- Titre original : Belle de nuit
- Numéros : 7 (1-07)
- Scénariste(s) : Barbara Petronio, Leonardo Valenti, Massimo Bavastro, Stéphane Kaminka
- Réalisateur(s) : Hervé Renoh
- Diffusion(s) : 
  -  France : 2 février 2006 sur TF1
- Audience(s) : 10,07 millions (première diffusion, France)

- Invité(es) :
- Laurent Olmedo (Capitaine Pierre Morand)
- Coraly Zahonero (Dr Alessandra Joffrin)
- Claudia Tagbo (Lieutenant Martine Forest)
- Yves Michel (Le Bomber)
- Adèle Ado (Prune Madura)
- Jean-François Palaccio (Flox)
- Maï-Ahn Lê (Serveuse Shangaï Club)
- Olivier Neveux (Jeune homme)
- François Delaive (Manuel Taddeï)
- Virginie Fraignac (Policière à vélo)
- Philippe Kartel (Antoine Volard)
- Fabrice Deville (François)
- Anne-Sophie Level (Valérie)
- Carole Congos (Adeline)
- Gaëlle Vincent (Laurence)

- Résumé : Venturi, Malik, Julie et Morand enquêtent sur le meurtre de Prune, une jeune factrice. Julie découvre qu'elle fréquentait assidûment un site de rencontre. Est-ce par cet intermédiaire qu'elle aurait connu son assassin ? En parallèle, Nathalie et Martine s'intéressent à la mort par empoisonnement d'un agent de mannequins aux mains baladeuses. Durant l'affaire, Nathalie retrouve François, un ex...

- Commentaires : Après avoir passé 15 jours à l'hôpital à la suite de ses blessures dues à l'explosion, Julie revient au RIS.

### Épisode 8:Puzzle
- Titre original : Puzzle
- Numéros : 8 (1-08)
- Scénariste(s) : Fabienne Facco, Armelle Robert, Stéphane Kaminka
- Réalisateur(s) : Hervé Renoh
- Diffusion(s) : 
  -  France : 2 février 2006 sur TF1
- Audience(s) :  (première diffusion, France)

- Invité(es) :
- Laurent Olmedo (Capitaine Pierre Morand)
- Coraly Zahonero (Dr Alessandra Joffrin)
- Claudia Tagbo (Lieutenant Martine Forest)
- Yves Michel (Jérôme Rodin / Le Bomber)
- Pauline Delpech (Laura Lagrange)
- Jean-Paul Dubois (Serge Lagrange)
- Hayet Belalhoufi (Stéphanie Galland)
- Julien Bichet (Arnaud Weber)
- Franck Viktor (Guillaume Campano)
- Laura Marine (Automobiliste)

- Résumé : Une jeune fille est retrouvée errante une arme à la main sur une route sombre près de Paris, les vêtements ensanglantés. Qui est-elle ? D'où vient-elle et qu'a-t-elle fait pour en arriver là ? Toute l'équipe du RIS se charge d'enquêter, tandis que le poseur de bombes qui en veut à Venturi se rapproche dangereusement de lui...

- Commentaires :